# Pergalumna paraindistincta
Pergalumna paraindistincta (лат.) — вид панцирных клещей из отряда Oribatida (Galumnidae). Индонезия, Суматра.

## Описание
Микроскопического размера клещи, длина менее 1 мм, размеры тела 415—481 × 298—365 мкм. Покровы сильно склеротизованные, тёмные (основная окраска коричневая). Имеют 6 пар генитальных пластинок. Гистеросома округлая, несёт около 10 пар нотогастральных щетинок. На протеросоме расположены гребневидные уплощённые ламеллы.
Впервые был описан в 2015 году в ходе родовой ревизии, проведённой акарологами Сергеем Ермиловым (Тюменский государственный университет, Тюмень, Россия) и его коллегами из Германии (Dorotee Sandmann, Bernhard Klarner, Stefan Scheu, Georg-August-University Göttingen, Гёттинген, Германия) и Индонезии (Rahaju Widyastuti, Богорский сельскохозяйственный институт, Богор, Ява, Индонезия).
Pergalumna paraindistincta морфологически сходен с видами P. indistincta Ermilov & Anichkin, 2011 из Вьетнама (Ermilov and Anichkin 2011) и P. sura Balogh, 1997 из Неотропики (Balogh 1997; Ermilov et al. 2014).